# 柬埔寨摇滚乐
1960年代和1970年代的柬埔寨摇滚乐起源于柬埔寨金边，是柬埔寨音乐家们将柬埔寨传统音乐与从拉丁美洲、欧洲和美国舶来的摇滚乐和流行乐融合创造出的音乐流派与音乐场景。该音乐场景在诺罗敦·西哈努克的鼓励政策下繁荣发展，佳作频出。越南战争时期，美军电台对驻扎军队的广播也对该音乐类型产生了重要影响。1975年，红色高棉摧毁了这个音乐场景，许多音乐人在红色高棉大屠杀中失踪或遭到处决。由于其独特的声音与其音乐家悲惨的命运，该流派吸引了音乐史学家与唱片收藏家的兴趣。自1990年代起，随着收录该流派歌曲的合辑在国际上被大量发行，柬埔寨摇滚乐重新流行起来。

## 西哈努克时期

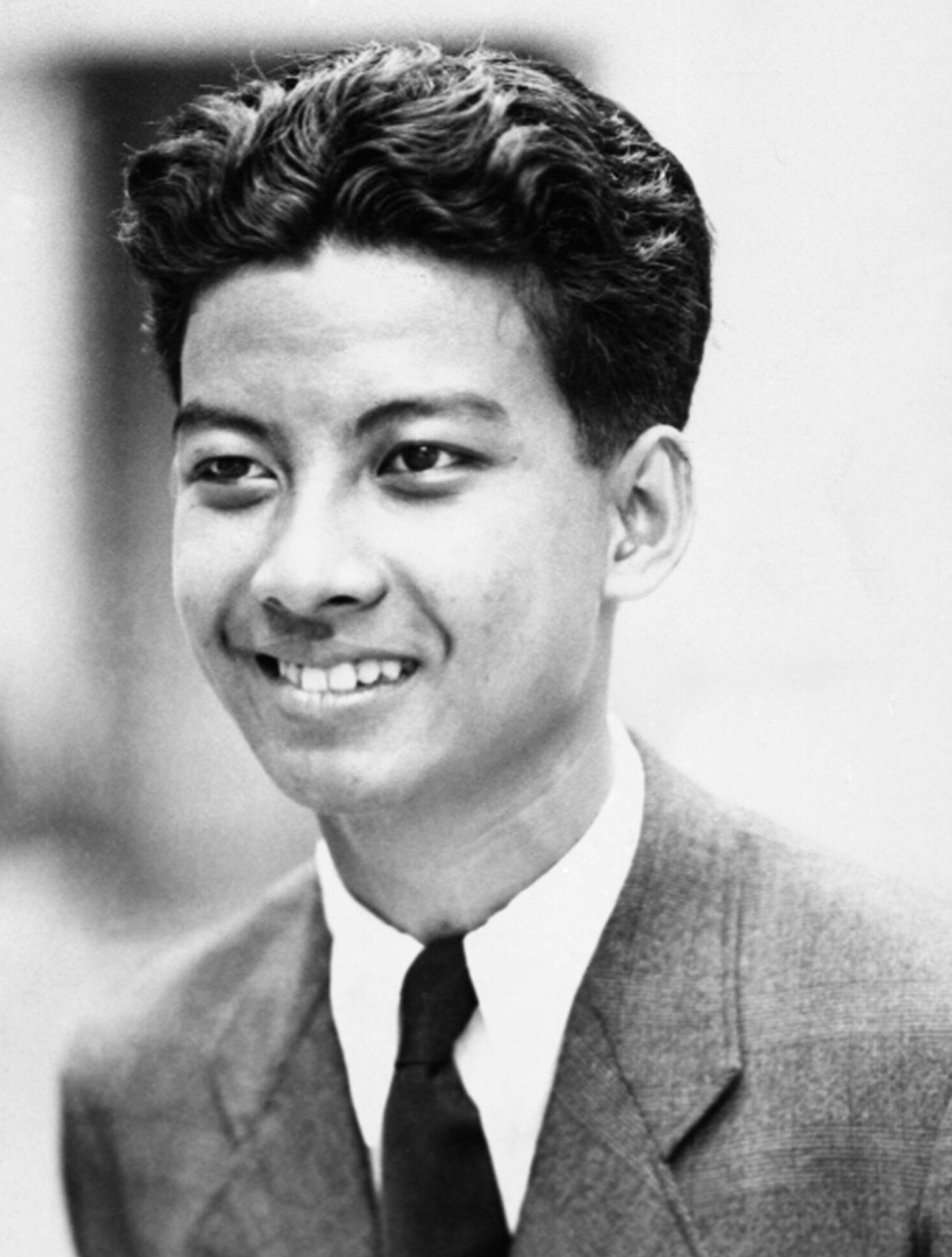
西哈努克（1941年）推动了柬埔寨流行音乐发展

在新王诺罗敦·西哈努克的领导下，柬埔寨王国脱离法国独立。西哈努克同时作为音乐家与作曲家，促进了这个新兴独立国家的本土流行音乐发展。在西哈努克的统治时期，政府部门通常都有自己的管弦乐队或歌唱团，在国家官方活动和皇室招待会上演出。例如柬埔寨王后西索瓦·哥沙曼赞助了一个皇室古典乐合奏团，并在1957年左右邀请了年轻的辛·西萨木加入了合奏团，这是他第一次涉足音乐领域工作。
柬埔寨与法国和拉美各国紧密的国际关系使大量流行音乐唱片进口到柬埔寨，同时柬埔寨的富家子弟经常到法国留学，并把法国的流行乐唱片带回国，这些唱片在金边的歌迷之间广为流传。法国歌手雪儿薇·瓦丹与约翰尼·阿利代尤其受欢迎。拉美进口的拉丁爵士、恰恰恰舞曲、À gogo唱片在首都也流行起来。到1950年代，这些音乐流派激发了金边的流行音乐场景的蓬勃发展，音乐家将柬埔寨传统音乐与这些新的国际流行乐融合，创造了最初的柬埔寨摇滚乐。辛·西萨木、毛·萨雷、苏·萨文、是该音乐场景中最早的明星，尤其是西萨木，他成为了柬埔寨音乐家吸收更多国际前沿音乐这一流行趋势的领军人物，最终引领了柬埔寨摇滚乐的发展走向。
到1959年，英国和美国的流行乐和早期摇滚唱片开始出现在柬埔寨，尤其激发了青少年歌迷的热情。在那年，蒙·卡诺尔和蒙·卡马克两兄弟共同组建了巴色占空乐队，后来被广泛认为是柬埔寨第一支摇滚乐队。乐队早期表演的是受保罗·安卡和帕特·布恩启发的低吟男声歌曲，后来又从投机者乐团和查克·贝里的吉他音乐中汲取灵感。 他们将自己比作克里夫·理查德和影子乐队，并模仿1961年电影《年轻真好》中理查德的表演方式。巴色占空乐队对柬埔寨摇滚乐和流行乐场景产生了广泛影响，启发了如西萨木等前辈歌手开始演唱摇滚歌曲。许多后来的柬埔寨摇滚音乐人认为他们受到了该乐队的深远影响。

辛·西萨木（约1961年）被誉为“高棉音乐之王”

到了1960年代中期，辛·西萨木已经成为柬埔寨最出名的歌星，他的音乐也融入了越来越多的摇滚元素，包括迷幻摇滚和车库摇滚。此时正处越南战争时期，美军电台对周边驻扎军队广播的西方摇滚乐与灵魂乐进一步影响了柬埔寨的音乐场景。西萨木提携了许多年轻歌手与音乐人，为他们创作歌曲，同时也经常邀请他们为自己的歌曲献声。宾兰是柬埔寨最早的摇滚女歌手之一，她在1963年以传统流行歌曲崭露头角，但在1966年，她通过与西萨木对唱以及在自己的歌曲演唱摇滚乐，开始涉足摇滚乐领域。宾兰的影响尤其深远，她以性感的舞蹈与大胆下流的歌词闻名，颠覆了高棉人传统的性别角色。
西萨木也对罗·斯雷索贴的职业生涯提供了帮助。斯雷索贴曾是婚礼驻唱歌手，但在1967年出道后，她迅速成为了柬埔寨摇滚的领军女歌手。斯雷索贴因她高亢清晰的声线和她对不同歌曲精准细腻的情感表达受到广泛认可。她还是摇滚场景中众多使用柬埔寨传统唱法“鬼嗓”的女歌手之一，这种唱法的特点是在高音区快速低八度转到低音区，产生的听感常被拿来与约德尔唱法作比较。这也是该流派听感独特的另一个因素。
斯雷索贴保持着活跃的职业生涯，她不仅创作自己的歌曲，还与西萨木合作了许多受欢迎的二重唱歌曲。为了表彰她深受柬埔寨人民爱戴，西哈努克授予了斯雷索贴“金嗓子女王”这一王室称号。西哈努克通过赞助国家广播电台并让电台推广本土音乐继续助推柬埔寨音乐场景发展。由怀密定期主持的摇滚电台节目深受青少年和大学生的欢迎，使她成为了全国名人。她不仅是一名电台主持，同时也是一名歌星，以其极具个人风格的，颠覆社会对高棉女性期望的歌词而出名，她忧郁的歌声被西哈努克与相媲美。
柬埔寨摇滚乐场景还有高产的特点。音乐家录制了大量歌曲，并且持续以单曲形式发行。例如西萨木被证实创作的歌曲有超过一千首，但是其真实总数可能还要更高。西萨木、罗•斯雷索贴、宾兰等人也同时保持着各自独立的音乐事业。他们不仅发行受年轻人欢迎的摇滚乐唱片，同时也发行其他流派的音乐，例如柬埔寨传统音乐、浪漫谣曲以及电影配乐，后三种类型的音乐至今深受老一辈柬埔寨人喜爱。据信，斯雷索贴和宾兰都演唱过上百首歌曲，其中宾兰的许多歌曲还都是由自己创作的。

## 高棉共和国时期

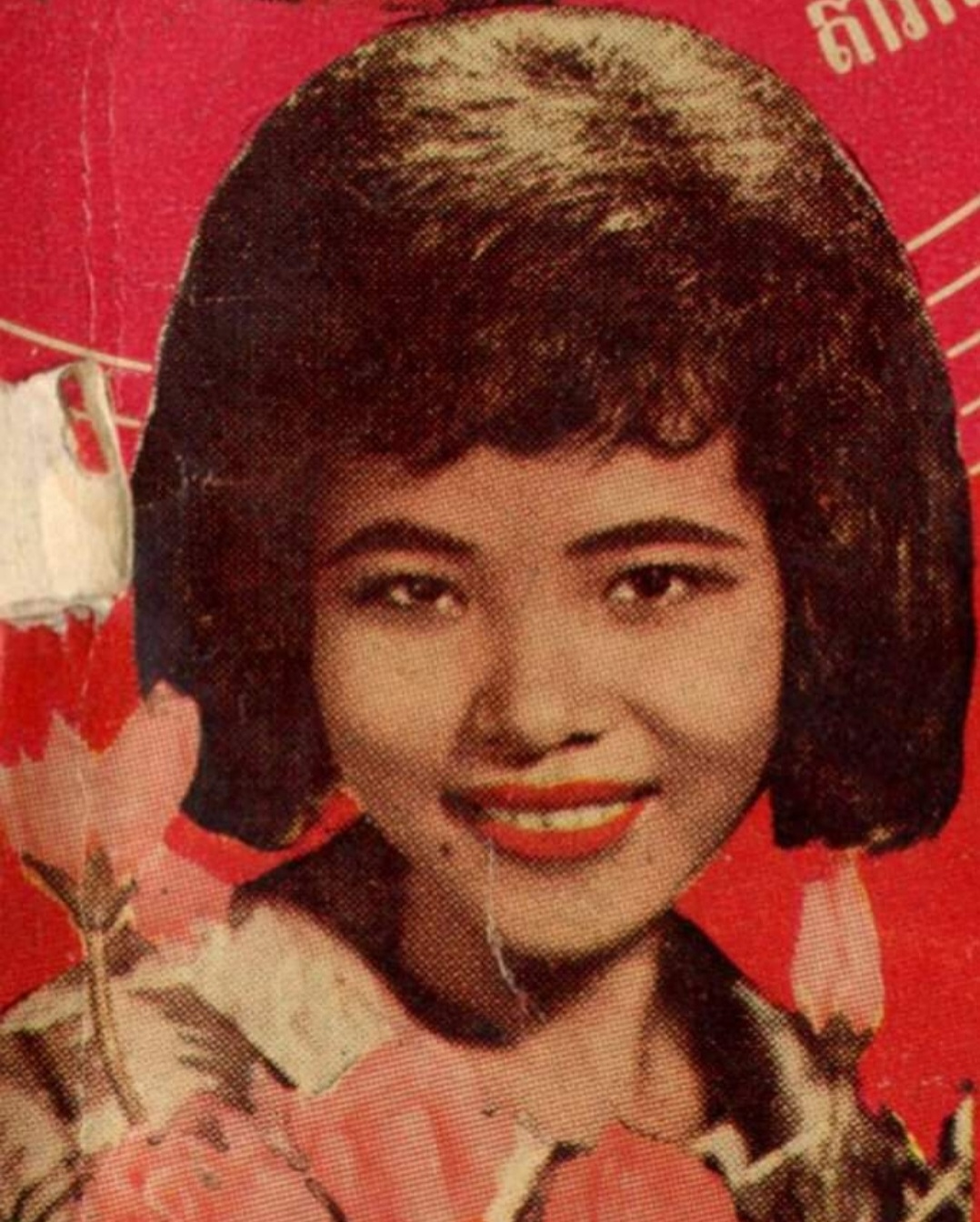
宾兰（约1966年）以其大胆下流的歌词而闻名

1969年，诺罗敦·西哈努克因无力阻止越南战争的范围持续扩大到柬越边境，失去了许多在城市和受过教育的柬埔寨国民的支持。1970年3月，军事统领朗诺发动政变，宣布罢免西哈努克并推翻君主制，成立了右翼亲美的高棉共和国，由朗诺出任总统。金边的摇滚音乐人普遍支持新成立的朗诺政府而转而反对西哈努克，尤其在西哈努克与红色高棉结成柬埔寨民族统一阵线盟友后。包括辛·西萨木之内的许多歌手都发行了爱国歌曲，并公开露面支持高棉共和国军队。罗·斯雷索贴甚至加入了高棉共和国的特种部队，还有一段记录了她在伞兵演习中跳伞的视频流传至今。
高棉共和国和美国的关系日益密切，再加上面向驻南越美军的美军电台广播范围覆盖到金边也能收听，使柬埔寨摇滚得以吸收更多新的音乐元素。从大约1970年开始，这些影响令柬埔寨音乐场景的音乐特色、潮流与歌词内容更加多元。例如歌手、吉他手约·奥拉朗受车库摇滚的影响，并且擅长用戏谑性的歌词讽刺保守的柬埔寨社会。《纽约时报》将奥拉朗的音乐风格标为“前朋克”。
柬埔寨摇滚乐的这股新浪潮音乐人还包括密·萨蒙，他将喜剧演员的表演天赋与讽刺歌词和迷幻摇滚结合在一起。柳德引进了美国的灵魂乐和放克，他嘹亮的嗓音常与威尔逊·皮克特和詹姆斯·布朗作比较。布·瓦纳里是一位与众不同的女歌手，她能像美国创作歌手一样弹奏原声吉他为自己伴奏，与同时代的其他女歌手相比，她的演唱风格要更轻松亲切。德拉卡演奏的硬摇滚音乐与和齐柏林飞艇类似。这些音乐家还吸纳了嬉皮士的发型和时尚风格，进一步体现了美国对当时柬埔寨的影响。
这些新一批出道的摇滚音乐家，再加上如辛·西萨木和罗·斯雷索贴等已经成名的歌星在1970年代初继续他们的音乐生涯。然而，柬埔寨内战与越南战争中美军对柬埔寨的轰炸行动都对柬埔寨造成了巨大损失。由于战时宵禁，摇滚乐队和歌手不得不在白天的夜店演出，甚至表演时附近还会传来枪炮爆炸声。柬埔寨摇滚乐场景不得不维持这种现状，一直到1975年4月，高棉共和国垮台。

## 红色高棉时期
1975年4月，红色高棉攻破高棉共和国最后一道防线首都金边，结束柬埔寨内战并控制了国家。随后，红色高棉命令200万金边市民离开金边，并将他们迁往集体农场和劳改营，其中不乏住在金边的音乐家。由波尔布特领导的红色高棉政权希望通过激进的农业社会主义手段，同时闭关锁国，让柬埔寨回归到农耕时代。为了达成他们的乌托邦式理想，红色高棉将任何与前高棉共和国政府关联的人、少数族裔、族教群体、知识分子与特定职业从事者都视为敌人。在随后的红色高棉大屠杀中，大约25%的柬埔寨人口丧生。据信，其中约有一半的死亡人口是被直接处决的。剩余的死者则死于强迫劳动、营养不良和疾病中，这全部归根于红色高棉对其乌托邦计划残酷又糟糕的管理。
由于流行音乐对文化的巨大影响力、与农业生活方式的不相容以及受外来文化的影响，他们对红色高棉政权构成了明显的威胁。因此，红色高棉在上台之后，迅速颁布了对流行音乐的禁令，仅允许创作与演唱政府管控的革命歌曲。许多流行音乐家在大屠杀期间失踪，他们的下场从未得到证实。由于这些音乐家在柬埔寨人民中一直享有很高的人气，因此关于其中一些歌手的死因，各种报道说法不一。柬埔寨人相信，辛·西萨木和罗·斯雷索贴因为被红色高棉士兵担心他们的声望过大会激起民众反抗，所以都遭到了处决。其中，《别认为我忘了》中，一位受访者认为西萨木原本已经逃往农村，但收到红色高棉在首都继续唱歌的邀请回到金边，随后在金边被处决。也有说法称，斯雷索贴得以在集体农场中幸存，但最终死于疾病。据说密·萨蒙因为拒绝在休息时间后停止演奏音乐被带走处决。但如宾兰、约·奥拉朗、布·瓦纳里等其他音乐家只是在1975年到1979年间简单地失踪了，关于他们最终的下场没有任何信息，就像其他在大屠杀中被消灭的普通柬埔寨人一样。
一些柬埔寨音乐人成功活过了大屠杀，例如德拉卡的吉他手杜相·查沙是众多被迫为红色高棉军队演奏传统国乐和爱国歌曲的专业音乐家之一。另一位乐队成员杜相·塔纳则伪装成普通农民，在劳改营内安稳度过了数十年的监禁。 在金边陷落期间，歌手先文西碰到了叛乱分子，并被他们盘问在金边从事的职业，她谎称自己是香蕉贩子，这一举动很有可能救了她一命，因为红色高棉此时针对音乐家迫害的决策已被外人所知。
如同红色高棉时期前柬埔寨文化的其他方面一样，许多柬埔寨摇滚乐中的作品和资料都在这段时期失传。在试图“净化”柬埔寨社会和文化过程中，红色高棉士兵据知会销毁任何受西方影响的音乐类型的唱片或母带，并常常迫使居民烧毁他们的唱片收藏。仅有的几张柬埔寨摇滚乐唱片是市民们设法藏在私人地点中的，其中许多唱片已经损坏，歌手姓名或歌曲名称都已散佚。因此，除了留存在歌迷们的记忆中以外，许多1960到1970年代的摇滚乐已经悉数失传，直到1990年代才慢慢被重新发掘。
红色高棉政权与邻国越南的关系于1978年末破裂，引起了柬越战争。越南在1978年12月对柬埔寨发动了全面入侵，并在次月占领金边，进而推翻了红色高棉政权，终止了红色高棉大屠杀。越南军队将红色高棉军队击退到柬泰边境一带，并扶持韩桑林作为新成立的柬埔寨人民共和国领导人。曾经被送到劳改营和其他红色高棉设施的金边市民重新回到金边。在大屠杀中幸存的歌手先文西被邀请到柬埔寨国家电台，演唱了噢，金边一歌，发表欢迎金边市民返回金边的声明。至于那些没有返回的市民，包括音乐家，全部认定为已逝。

## 重新发掘
红色高棉倒台后，许多幸存的柬埔寨音乐人重新集结起来，并试图寻找其他失踪的歌手。其中很多人去联系了罗·斯雷索贴的姐姐罗·萨博特了解斯雷索贴的命运如何。尽管斯雷索贴未能从这场浩劫中幸免于难，但萨博特还是借此机会柬埔寨幸存的摇滚音乐家们重聚，并负责维护一份联系名单。而后人们大多将大屠杀后柬埔寨摇滚乐的复兴归功于萨博特做出的努力。根据柬埔寨文献中心主任尤张的说法，萨博特致力于恢复柬埔寨音乐，是为了对她妹妹表达敬意，并称“我想她会义不容辞地维护她妹妹留下的遗产。”
如同柬埔寨社会文化的其他领域一样，柬埔寨的音乐场景也经历了一段艰难却又相对较快的复苏。新政府采取了许多具体行动来重建国家广播业，并鼓励幸存音乐人创作新歌来重启他们的事业。例如，德拉卡的鼓手乌·桑·阿和吉他手杜相·查沙被允许回到柬埔寨国家广播电台从事音乐行业。柬埔寨音乐场景转向了更为现代的流行音乐形式，将该国1960到1970年代的摇滚乐留给了经历过大屠杀的老歌迷的回忆。

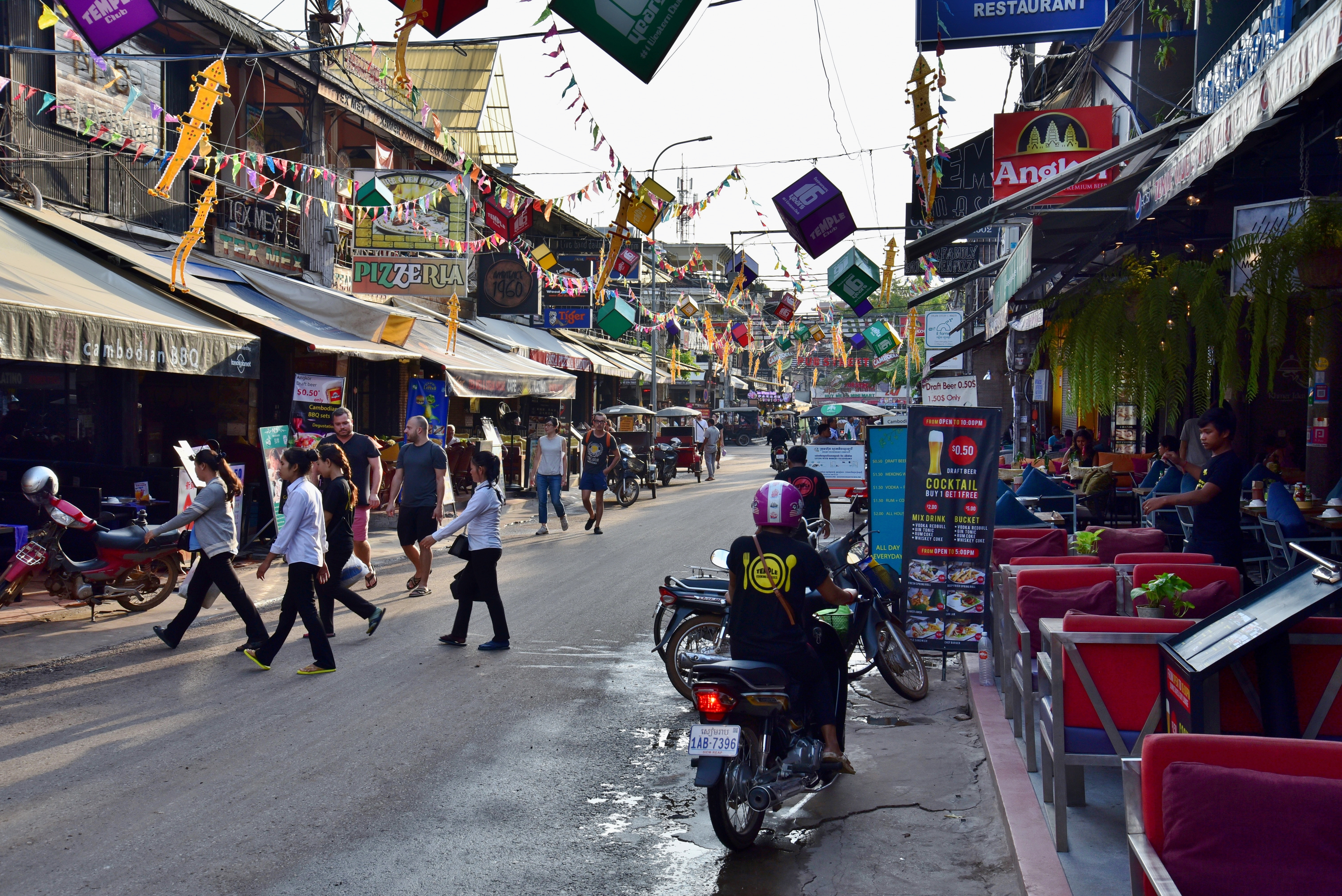
柬埔寨摇滚乐最早是在1994年在暹粒被一名美国游客发掘的

直到1990年代末，该国的摇滚乐才为外国所知。1994年，一个名为保罗·惠勒的美国游客在柬埔寨旅游时，对在暹粒的公交车上听到的音乐产生了兴趣。他从市场小贩那里买了一些没有标记的磁带，并整理其中他最喜欢的曲目制作成了一张混音带。Parallel World厂牌听了惠勒的混音带后，制作了一张集合13首曲目的合辑《柬埔寨摇滚乐》，并于1996年发行了1000张黑胶唱片。当1000张唱片全部售罄后，厂牌重发了更为人所知的包括22首曲目的CD版本。由于惠勒没有尝试去寻找歌名和艺人，《柬埔寨摇滚乐》在发行时也没有提供任何辅助信息，因此看起来像是私制唱片。在合辑发行后的几年内，有听众自发在互联网上合作确认其中的艺人和歌曲名称，发现合辑22首歌中有10首由罗·斯雷索贴演唱，其余歌曲出自辛·西萨木、宾兰、约·奥拉朗、密·萨蒙和柳德。
《柬埔寨摇滚乐》因其历史文化意义和音乐内涵受到了西方摇滚乐界的广泛赞誉。《滚石杂志》评价这张合辑是“一次令人惊叹的文化挪用”，并指出其展现了“各种精湛技艺”。作家尼克·汉诺威评价这张合辑“惊喜不断，将本应互相矛盾的元素大融合，在某种程度上实现了东西方文化的平衡”。《纽约时报》称这张合辑与其发行情况“为音乐平添了一种萦绕不去的神秘氛围”。《柬埔寨摇滚乐》是此类专辑的开山之作，在此之后还有许多类似专辑发行，例如合辑《Cambodian Cassette Archives》和与它标题相似的其他唱片。
2002年电影取景于柬埔寨，其配乐收录了辛·西萨木、宾兰、密·萨蒙、罗·斯雷索贴、Chhoun Malay的歌曲。美国电影制片人约翰·派洛奇是该片的制作助理，在柬埔寨拍摄时，他收到了朋友送的《柬埔寨摇滚乐》唱片。他被音乐深深吸引，决定研究专辑中的音乐家以及调查那段时间的历史。他的研究最终催生了2015年纪录片《别认为我忘了：柬埔寨失去的摇滚乐》，该纪录片以辛·西萨木的一首歌曲命名。
派洛奇第一部关于柬埔寨摇滚乐的电影作品是2009年的纪录片《梦游穿越湄公河》，记录了来自洛杉矶的登革热乐队在2005年的柬埔寨巡演。纪录片展现了乐队演奏的柬埔寨摇滚乐仍受当地民众欢迎，并且当地歌迷对这支美国成员为主的乐队演奏柬埔寨风格乐曲表现出浓厚兴趣。2010年，登革热乐队还发行了一张慈善合辑《电音柬埔寨》，其收录了1960年代到1970年代的柬埔寨摇滚乐曲，所得收入捐给柬埔寨生活艺术组织。
经过与柬埔寨出生的艺术家兼社会学助理教授琳达·萨潘长达十年的研究，派洛奇于2015年完成了《别认为我忘了》的制作，深入介绍柬埔寨摇滚乐场景最具影响力的几位音乐人。纪录片收到了普遍的正面评价，更进一步激发了全球乐迷对柬埔寨摇滚乐场景的兴趣。这部影片的环球发行促成了德拉卡幸存成员的重组演出，演出还致敬了辛·西萨木及其同辈音乐人留下的时代遗产。该片的原声带收录了许多经过专业重制的歌曲，其中一些歌曲出自其他合辑很少收录的艺术家，例如巴色占空乐队、布·瓦纳里、怀·密和先文西。

## 遗产和影响

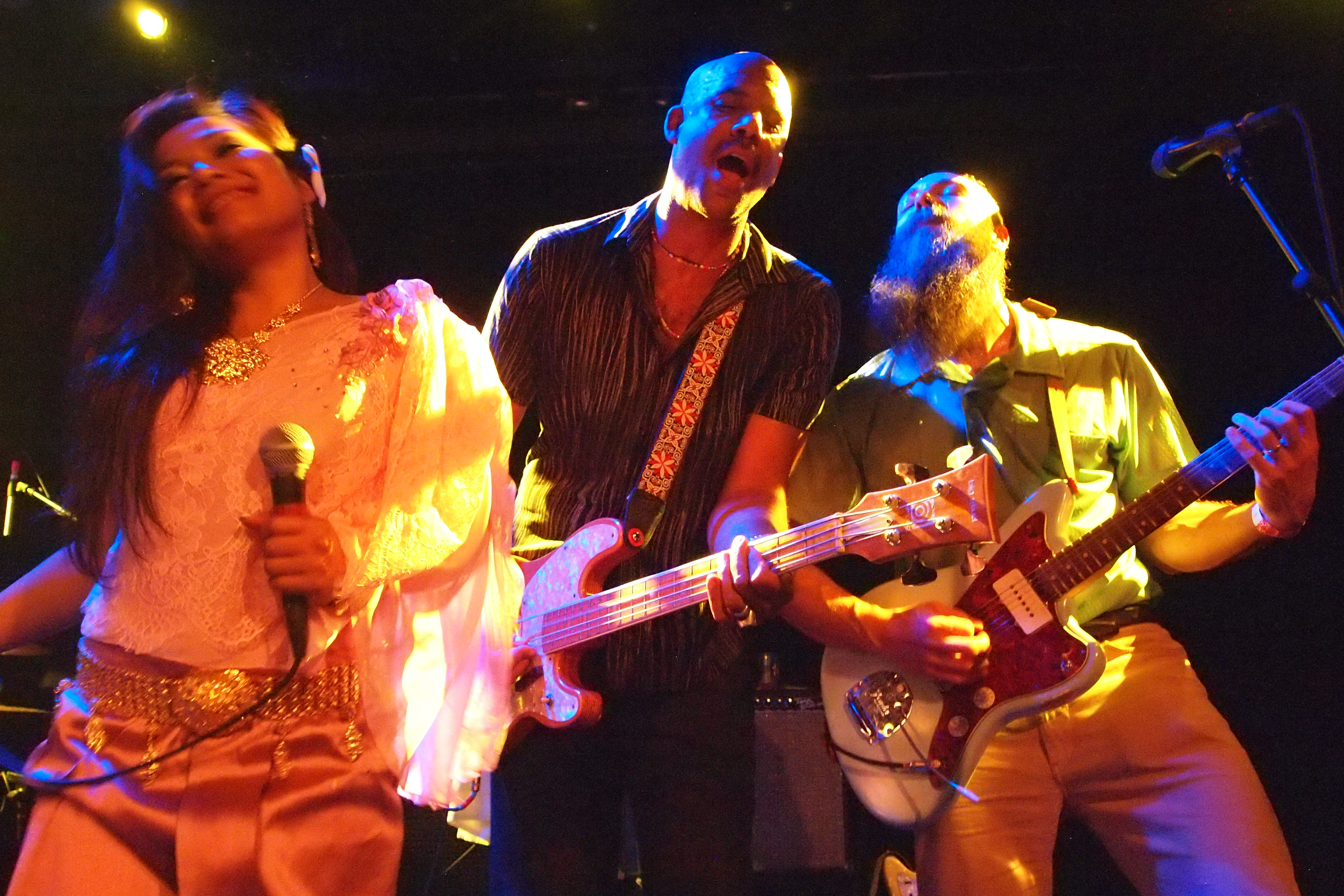
登革热乐队

合辑《柬埔寨摇滚乐》和类似的合辑启发了几支现代乐队的成立，他们翻唱经典柬埔寨摇滚歌曲，并基于该流派创作新音乐，例如成立于2001年的登革热乐队。1997年，乐队的键盘手伊森·霍尔茨曼在柬埔寨旅游时意外发现了柬埔寨摇滚乐这一音乐类型，巧合的是，他的兄弟扎克·霍尔茨曼在加利福尼亚州一间唱片店打工时也发现了同一类曲风。到2001年，他们与柬埔寨出身，后移民美国的女歌手乔姆·尼莫尔共同组建了登革热乐队。登革热乐队最早只翻唱由霍尔茨曼兄弟找到的柬埔寨经典摇滚歌曲，但此后发行了几张以此曲风为灵感的原创专辑。与此同时，由柬埔寨歌手斯蕾提与澳大利亚音乐人朱利安·波尔森组成的“柬埔寨太空计划”在2009年成立。乐队发行了五张专辑，其中包括翻唱歌曲与原创歌曲，风格囊括了冲浪摇滚与迷幻流行。2018年3月，主唱斯蕾提因车祸身亡。
1960到1970年代的柬埔寨摇滚乐场景也引起了世界各地的唱片收藏家的兴趣，同时如Dust-to-Digital厂牌等专业人士已开始着手寻找和修复现存的录音。除了像登革热乐队这样的爱好者之外，其他西方音乐家也成为了该音乐风格的乐迷，其中包括嘻哈制作人危险老鼠，他指出：“那里有些音乐人……他们直接把披头士或者谁的歌照搬过来，填上他们自己写的歌词，歌名想取什么就取什么。我喜欢他们这种做自己的东西的精神……这些音乐听起来是你从未听过的东西。”
以来自柬埔寨文化的柬裔美国歌手Bochan Huy为例的新一代音乐家正在重温1960到1970年代的柬埔寨摇滚乐，以此来保留这种音乐并应对其命运多舛的历史。创作歌手Sin Setsochhata——辛·西萨木的孙女——因为将柬埔寨摇滚乐与当代流行音乐相结合收获了国际关注。柬埔寨说唱歌手VannDa经常在歌词中致敬辛·西萨木、罗·斯雷索贴、宾兰与密·萨蒙等70年代知名歌星。华裔美国剧作家余秀菊在2018年创作的外百老汇音乐剧《柬埔寨摇滚乐队》的灵感来源于该音乐场景及其历史背景。